# Les Aygalades
Les Aygalades est un quartier de Marseille, situé dans le 15e arrondissement et faisant partie des quartiers nord. 
Ce quartier administratif associé à l'ancien village des Aygalades, au bord du ruisseau des Aygalades, comprend à l'Est une vaste zone de collines, partiellement déserte, montant jusqu'à l'un des premiers sommets du massif de l'Étoile (alt. 301 m). L'autoroute A7 traverse l'Ouest du quartier du nord au sud.
Une partie des Aygalades est classée quartier prioritaire avec près de 1 900 habitants en 2018 sur un total de 6 600.

## Étymologie
Le radical aiga, très répandu dans toute l'Occitanie sous diverses formes (Aigues, Eygues, Ayga, Eyga... etc.), évoque la présence d'eau (aiga en occitan). De fait, il est avéré qu'au XIIIe siècle le lieu était nommé en latin Aqua lata, qui a évolué ensuite en occitan en Aigalada, signifiant littéralement « eau abondante »,. Aygalades en est directement dérivé. Le toponyme fait ainsi référence aux fontaines du village et, élément rare dans la cuvette marseillaise, au ruisseau qui cascade dans le vallon proche.

## Lieux et monuments
- L'église paroissiale[5] du village est placée sous le vocable de Notre-Dame du Mont-Carmel. Importante au regard de la population du lieu, elle a été établie auprès d'une grotte où, selon la tradition, Marie-Madeleine aurait fait étape : une statue de la Sainte étendue a été placée dans cette grotte, accessible par un escalier depuis la nef. Seul vestige de l'implantation des ermites Carmes dans la première moitié du XIIIe siècle dans le quartier avant leur installation à partir de 1285 sur la butte des Carmes[6], l'église a conservé sa structure du XIIIe siècle : la voûte de la nef a néanmoins été surélevée et restaurée au cours des deux derniers siècles. L'édifice et son prieuré accolé sont surmontés d'un élégant campanile provençal.

- La fontaine de Sainte-Madeleine, voisine de l'église, réalisée en 1869, anciennement alimentée par la source de Sainte-Madeleine.
- Le portail et la maison de garde d'une ancienne demeure du roi René d'Anjou, au bas de la rue qui porte son nom.
- Le ruisseau des Aygalades, ou « fleuve Caravelle », qui a au voisinage du village le profil d'un véritable torrent (intermittent), avec notamment deux cascades, dont une dans le parc de la Cité des arts de la rue.

- La bastide de la Guillermy, érigée au XVIIe siècle au bord du « ruisseau », longtemps laissée à l'abandon[7], récemment restaurée par un particulier.

- L'ermitage des Carmes, grotte troglodyte aménagée dans la falaise de la rive droite du ruisseau[8], en ruines, inaccessible mais bien visible du haut du village, ou de l'autoroute A7 qui passe à son pied ; classé monument historique[9],[10].

- La Savonnerie du Midi, une des trois seules savonneries produisant encore le véritable savon de Marseille à Marseille ; inclut un Musée du savon de Marseille.
- La Cité des arts de la rue, lieu de résidence et d'activités de plusieurs troupes et de la seule école française des arts de la rue, installé dans un ancien domaine industriel ; ouvre ses portes tous les premiers dimanches du mois.
- Le petit hameau des Accates, sur les hauteurs du quartier, qui doit son nom à une emphytéose (en latin ad acaptum, en provençal acapte[11]) du XVIe siècle ; auparavant le lieu se nommait Cros del Pebre, c'est-à-dire creux de la sarriette (en provençal pebre d'ase, ou « poivre d'âne »)[3].
- L'avenue des Aygalades, renommée avenue Ibrahim-Ali en 2021, en mémoire d'Ibrahim Ali tué par des colleurs d'affiche du Front national en 1995[12]. Son tracé suit le vallon du ruisseau des Aygalades du village des Aygalades aux quartiers des Arnavaux et de la Cabucelle.

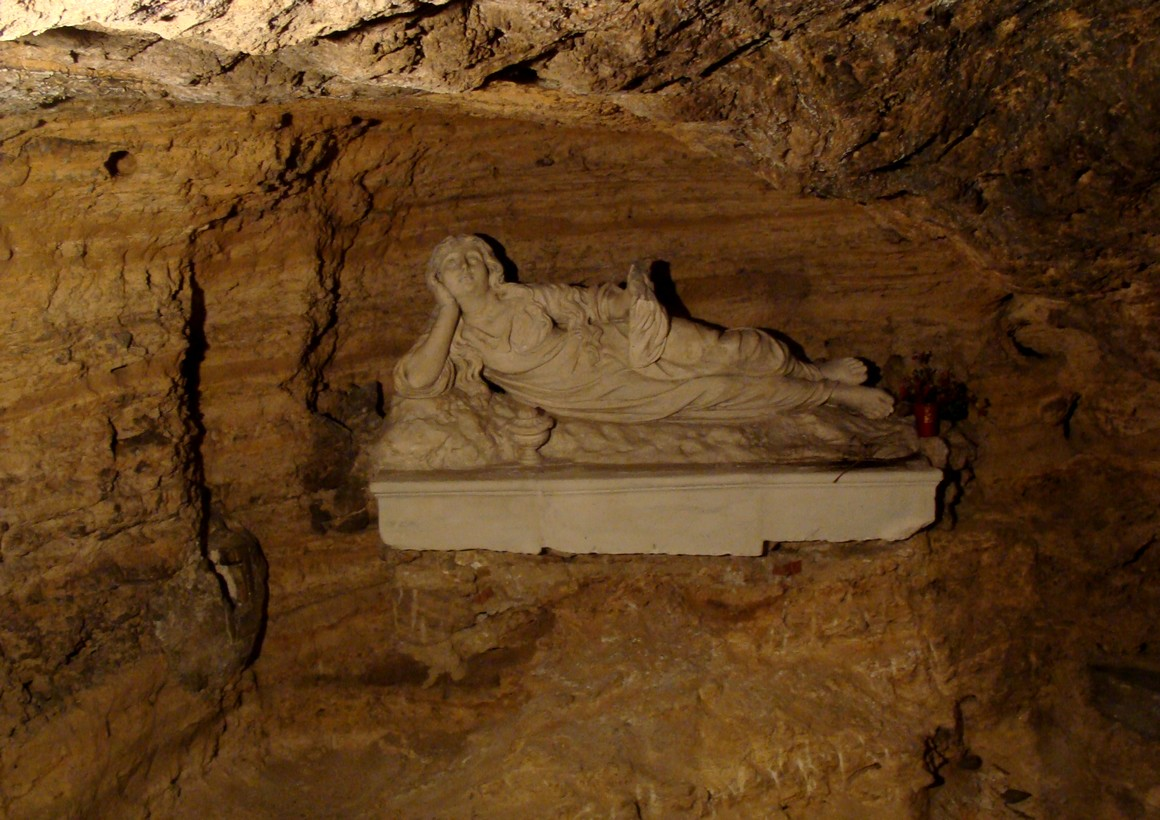
Marie-Madeleine se reposant dans la grotte des Aygalades (statue dans l'église)

## Personnalités liées au quartier
- La sainte Marie-Madeleine y aurait fait étape sur le chemin de la Sainte-Baume.
- René d'Anjou, dit « le roi René », comte de Provence et de Forcalquier (1434-1480), y possédait plusieurs résidences ; son nom a été donné à la rue principale du village.
- Jean de La Ceppède poète français, conseiller au parlement d'Aix puis président de la Chambre des comptes de Provence (1608), seigneur des Aygalades depuis 1601[13].
- Le conventionnel Barras, l'écrivain George Sand et Françoise d'Orléans, duchesse de Chartres, ont séjourné à la bastide de la Guillermy[3],[7].
- Rolland Courbis, ancien joueur et entraineur de l'OM et consultant sur RMC est né dans ce quartier.